# Leonardo Bevilacqua
Leonardo Bevilacqua (Buenos Aires, Argentina; 1935) fue un futbolista argentino que se desempeñó como arquero y jugó en El Porvenir, Boca Juniors, Gimnasia y Esgrima La Plata, Chacarita Juniors y All Boys de su país, además de haber sido figura en Independiente Santa Fe, equipo colombiano con el que fue campeón en 1960, y semifinalista de la Copa Libertadores de América de 1961. Además, hizo parte de la Selección Argentina que estuvo en los Juegos Panamericanos de 1955.

## Trayectoria

### Inicios
Leonardo Bevilacqua nació en la ciudad de Buenos Aires, capital de Argentina, y desde pequeño empezó a jugar al fútbol. Se formó como jugador en las divisiones inferiores de Gimnasia y Esgrima La Plata, donde se preparó para jugar fútbol a nivel profesional.

### El Porvenir
En el año 1953, fue comprado por el Club El Porvenir, donde debutó como profesional a la edad de 18 años. Allí jugó varios partidos e integró la nómina campeona del club que ganó la Segunda de Ascenso en el año 1954. Gracias a sus buenas actuaciones, dejó el club, y pasó a Boca Juniors a mediados de 1955.

### Boca Juniors
Después de haber sido revelación y campeón en El Porvenir, Bevilacqua pasó a jugar a Boca Juniors a mediados de 1955, debutando en Estadio La Bombonera a los 20 años de edad. En el equipo Xeneize jugó por un semestre nada más.

### Gimnasia y Esgrima de La Plata
Luego de haber estado en Boca Juniors, el arquero volvió al club donde se formó como profesional. En Gimnasia y Esgrima, jugó algunos partidos durante las temporadas de 1956 y 1957.

### Chacarita Juniors
En 1958, llegó a Chacarita Juniors, donde se hizo un lugar dentro de la nómina titular, y atajó por varios partidos, siendo uno de los jugadores más destacados del equipo.

### All Boys
Después de su gran temporada en Chacarita, se fue a jugar al Club Atlético All Boys, en donde siguió atajando a un gran nivel, y donde tuvo destacadas actuaciones. Por lo que fue llamado por el entrenador Julio "El Filósofo" Tócker para ir a jugar a Independiente Santa Fe de Colombia.

### Independiente Santa Fe
En el año 1960, Bevilacqua llegó a Independiente Santa Fe, equipo colombiano de la ciudad de Bogotá, y se consolidó como el arquero titular dentro de la nómina desde los primeros partidos del campeonato. Con el equipo cardenal, el argentino tuvo grandes actuaciones y demostró sus buenas condiciones realizando grandes atajadas. Al final de aquel año, Santa Fe se coronó como campeón del Fútbol Profesional Colombiano por cuarta vez en su historia, y tuvo a Bevilacqua como una de sus grandes figuras junto a los argentinos Osvaldo Panzutto, Alberto Perazzo, Miguel Resnik, Ricardo Campana, Juan Montero, Guillermo Milne, y los colombianos Carlos "Copetín" Aponte, Héctor "Zipa" González, Jaime Silva, Hernando "Mono" Tovar y Carlos Rodríguez. Al año siguiente, en 1961, el equipo cardenal clasificó a la Copa Libertadores de América por haber quedado campeón, y llegó hasta las semifinales, siendo el arquero argentino una de las figuras. Bevilacqua jugó en Santa Fe hasta finales de 1962, año en el que se retiró del fútbol profesional.

### Selección Argentina
Gracias a sus buenas actuaciones con el Club El Porvenir, fue convocado a la Selección Argentina, con la que estuvo en los Juegos Panamericanos de 1955.

## Clubes
| Club                             | País      | Año       |
| -------------------------------- | --------- | --------- |
| Club El Porvenir                 | Argentina | 1953-1955 |
| Club Atlético Boca Juniors       | Argentina | 1955      |
| Club Gimnasia y Esgrima La Plata | Argentina | 1956-1957 |
| Club Atlético Chacarita Juniors  | Argentina | 1958      |
| Club Atlético All Boys           | Argentina | 1959      |
| Club Independiente Santa Fe      | Colombia  | 1960-1962 |

## Palmarés

### Campeonatos nacionales
| Título             | Club             | País      | Año  |
| ------------------ | ---------------- | --------- | ---- |
| Segunda de Ascenso | Club El Porvenir | Argentina | 1954 |
| Primera División   | Santa Fe         | Colombia  | 1960 |

## Convocatorias a selecciones
| Selección | Torneo (s)           | Año (s) |
| --------- | -------------------- | ------- |
| Argentina | Juegos Panamericanos | 1955    |